# انیا ماسیرو
انیا ماسیرو (انگلیسی: Enea Masiero; ۸ نوامبر ۱۹۳۳ – ۳۱ مارس ۲۰۰۹) بازیکن فوتبال اهل ایتالیا بود.
از باشگاه‌هایی که در آن بازی کرده‌است می‌توان به باشگاه فوتبال اینتر میلان و باشگاه فوتبال سمپدوریا اشاره کرد.